# Wolfssee

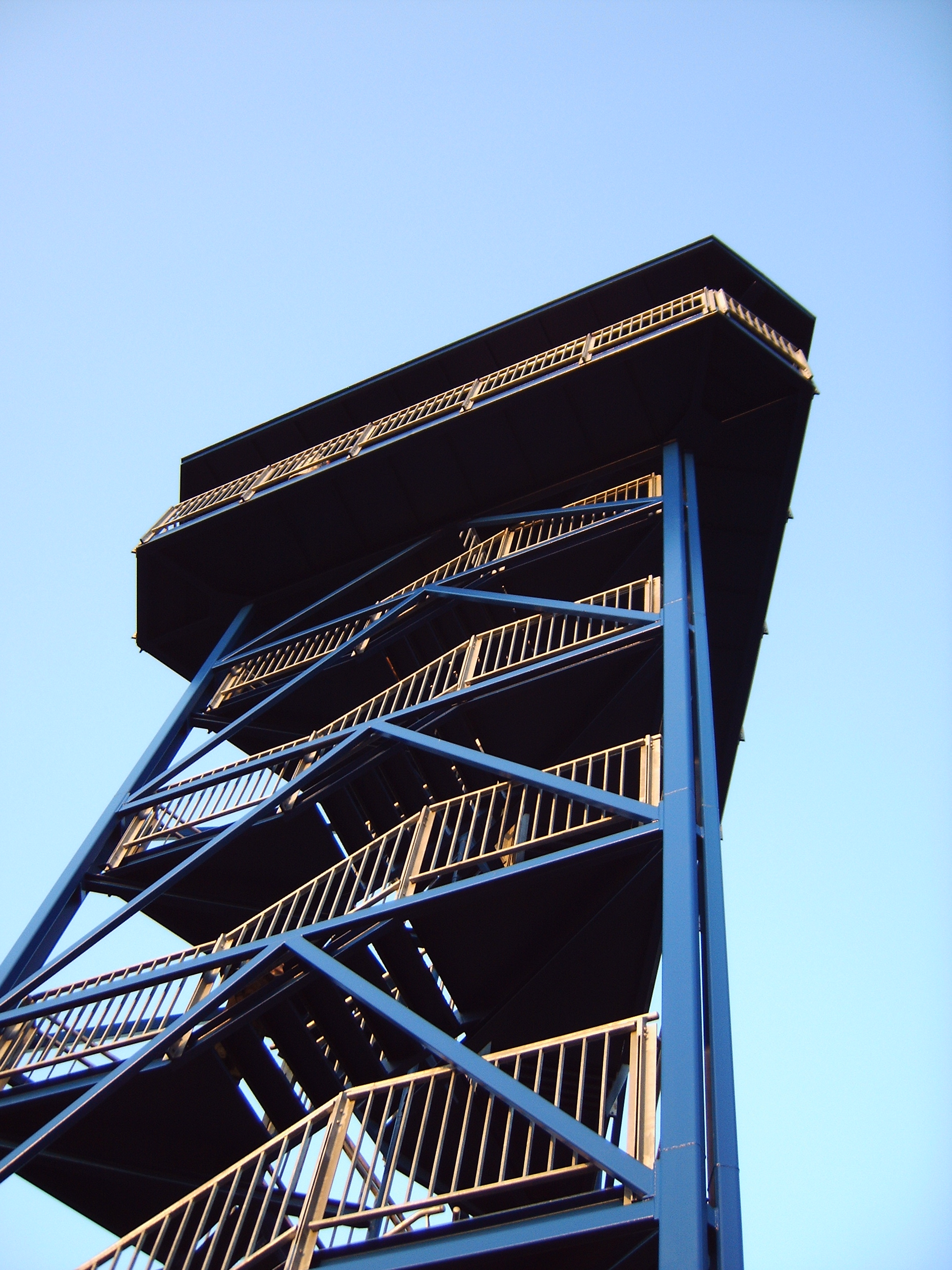
Stählerner Aussichtsturm

Der Wolfssee gehört zur Sechs-Seen-Platte in Duisburg-Wedau. Er ist wie die anderen Seen ein Baggersee und liegt in der Mitte der Seenplatte.
Das gesamte Erholungsgebiet liegt im Stadtbezirk Duisburg-Süd. Sein Zentrum hat die  geographischen Koordinaten 51° 22,8' Nord, 6° 47,8' Ost. Die anderen fünf Seen sind der Wambachsee, Masurensee, Böllertsee, Wildförstersee und Haubachsee. Zusammen haben sie eine Wasserfläche von knapp 2 km², das Erholungsgebiet misst 2,82 km² und hat ein Netz von Wanderwegen mit 18 km Strecke. Zu erreichen ist das Gebiet und der Wolfssee am besten von der A3, Ausfahrt Duisburg-Wedau. Alle sechs Seen sind das Relikt des Abbaues von Massenrohstoffen durch die Kiesbaggerei des Grafen von Spee im 20. Jahrhundert. Nur der Haubachsee wurde erst 2001 vollständig ausgebaggert. 

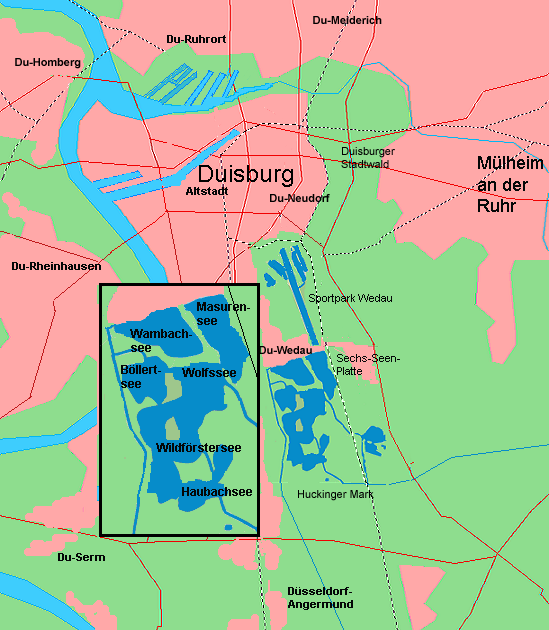
Lage des Wolfssees in der Sechs-Seen-Platte

Es gibt einige ausgewiesene Badestrände, von denen das Naturfreibad Wolfssee zu den größten gehört. Doch kann man auch an vielen anderen Stellen der Ufer baden. Der Sandstrand des Wolfssee-Bades ist 450 Meter lang. An anderen Stellen kommt man wegen der steilen Böschungen und der teilweisen Verbauung nur schwer ans Wasser. Das Gewässer wird gerne von Enten und Schwänen aufgesucht. Neben dem Freibad befindet sich ein Café-Restaurant, direkt am Ufer ein Grillplatz (ebenso am Masurensee) und unweit ein Modellboothafen. Zwischen April und Oktober trainiert im Freibad am Wochenende die „Neufundländer Wasserarbeitsgruppe NRW eV“ mit ihren Hunden.
Zwischen Wolfs- und Haubachsee wurde zwischen 1967 und 1974 auf den Trümmern einer Schießstätte und eines ehemaligen Munitionsdepots aus Schutt und Abfällen der Wolfsberg aufgeschüttet. Seine Kuppe wurde ab 1996 bis zum Sommer 2002 von einem hölzernen, 21 m hohenAussichtsturm mit beachtlicher Rund- und Fernsicht überragt. Als der Turm einer Brandstiftung zum Opfer fiel, baute man an derselben Stelle einen 23 Meter hohen Stahlturm, der im März 2006 eingeweiht wurde. Er ist nach dem Backelsberg bei Haus Hartenfels und dem Kaiserberg einer der höchsten öffentlich begehbare Punkt Duisburgs.